# Diritto internazionale umanitario
Il diritto internazionale umanitario (DIU) noto anche come diritto bellico o diritto dei conflitti armati è l'insieme delle norme di diritto internazionale che riguarda la protezione delle cosiddette vittime di guerra o vittime dei conflitti armati.
Costituisce una parte molto importante del diritto internazionale pubblico e include le regole che, in tempo di conflitto armato, proteggono le persone che non prendono, o non prendono più, parte alle ostilità e pongono limiti all'impiego di armamenti, mezzi e metodi di guerra. 
Altri istituti che sono regolamentati, a volte in concorrenza con il diritto bellico sono: l'accettazione della resa ed il trattamento dei prigionieri di guerra; il divieto di aggredire intenzionalmente i civili o di esecuzione di crimini efferati; la proibizione ad usare armi di distruzione di massa.

## Fonti
La base fondamentale del diritto umanitario è di tipo pattizio, anche se per molte di queste norme la Corte internazionale di giustizia, nel suo parere consultivo sulla Liceità della minaccia o dell'uso di armi nucleari, ha dichiarato che "un gran numero di regole del diritto umanitario applicabile nei conflitti armati sono così fondamentali per il rispetto della persona umana" e per delle "considerazioni elementari di umanità", che esse "si impongono ... a tutti gli Stati, che essi abbiano o meno ratificato gli strumenti convenzionali che le esprimono, poiché costituiscono principi inviolabili del diritto internazionale consuetudinario". La normativa è attualmente costituita dalla prima Convenzione di Ginevra del 22 agosto 1864 (data di nascita del Diritto Internazionale Umanitario), dalle quattro Convenzioni di Ginevra del 1949 e dai successivi due Protocolli aggiuntivi dell'Aja del 1977 e dal terzo Protocollo del 2005 che introduce l'adozione di un segno distintivo addizionale comunemente chiamato "Cristallo rosso".
Comprende anche il cosiddetto diritto bellico, che tratta dei doveri comportamentali dei combattenti in un conflitto e dei mezzi e metodi di guerra. Per questo motivo è anche definito come ius in bello, ovvero le regole che, in caso di conflitto armato, devono indirizzare la condotta delle operazioni belliche.
Ad esso vanno aggiunti molti altri, quali la Convenzione Aja del 16 aprile 1954, in materia di protezione dei beni culturali in caso di conflitto armato, la Convenzione di Ottawa del 1997 sull'eliminazione delle mine antipersona, le convenzioni in materia di divieto di uso di armi indiscriminanti e di modifica ambientale.
Il Comitato Internazionale della Croce Rossa intende per diritto internazionale umanitario applicabile nei conflitti armati l'insieme dei trattati internazionali o delle regole consuetudinarie che sono specificamente tesi a risolvere le questioni di carattere umanitario direttamente causate da conflitti armati, di natura sia internazionale che interna; per motivi umanitari queste regole limitano il diritto delle parti in conflitto nella scelta dei mezzi o metodi di combattimento e proteggono le persone e i beni coinvolti, o che rischiano di rimanere coinvolti, nel conflitto.

## Principi fondamentali del DIU
Il principio di simmetria del diritto internazionale umanitario - di cui all’articolo 102 della terza Convenzione di Ginevra - trae una conseguenza importante dal principio dell’eguaglianza tra i belligeranti, secondo cui il diritto bellico si applica tanto all'aggressore quanto all'aggredito, che sono ambedue uguali dinanzi alle leggi di guerra: la sua solidità sarebbe irrimediabilmente minata se dovessero applicarsi regole diverse, per cui si tratta di un principio di rango consuetudinario di cui il preambolo del I Protocollo del 1977 offre solo una codificazione ("Le disposizioni delle Convenzioni di Ginevra del 12 agosto 1949 e del presente Protocollo devono essere pienamente applicate in ogni circostanza a tutte le persone protette da detti strumenti, senza alcuna distinzione sfavorevole fondata sulla natura od origine del conflitto armato, o sulle cause invocate dalle parti in conflitto o ad esse attribuite").
Hans Peter Gasser, già principale consulente per gli affari legali del Comitato Internazionale della Croce Rossa, definisce i seguenti principi fondamentali del diritto internazionale umanitario:
1. Rispettare, difendere e trattare in modo umano gli individui che partecipano, o hanno preso parte, ad azioni di ostilità, garantendo loro l'assistenza necessaria, senza alcuna discriminazione.
2. Trattare umanamente i prigionieri di guerra e chiunque è stato privato della libertà, proteggendoli da ogni tipo di violenza, in particolare la tortura. In caso di processo, essi hanno il diritto di avere le garanzie fondamentali di qualsiasi normale procedimento giuridico.
3. Poiché il diritto delle parti coinvolte in un conflitto armato all'uso di metodi o strumenti di guerra non è senza limiti, è illecito infliggere ulteriori pene o sofferenze inutili.
4. Allo scopo di evitare vittime tra i civili, le forze combattenti devono sempre fare distinzione tra popolazione e oggetti civili da una parte, ed obiettivi militari dall'altra. Né la popolazione civile, né singoli cittadini od obiettivi civili devono costituire il bersaglio di attacchi militari.

In breve si possono riepilogare in questo modo i principi del DIU:
- Principio di Umanità (Clausola Martens)
- Principio di Distinzione
- Principio di Proporzionalità e Necessità Militare
- Principio di Precauzione (articolo 57 e 58 del I Protocollo Aggiuntivo delle Convenzioni di Ginevra)
- Principio di Limitazione delle perdite inutili e delle sofferenze superflue

### Distinzione
Proibisce di aggredire medici, ambulanze o ospedali da campo recanti i simboli di Croce Rossa, Mezzaluna Rossa o Cristallo Rosso, emblemi del Movimento Internazionale di Croce Rossa e Mezzaluna Rossa. È altresì proibito sparare a una persona o a un veicolo che espone una bandiera bianca, dato che essa indica l'intenzione di arrendersi o la volontà di patteggiare. In entrambi i casi, le persone sotto la protezione della Croce Rossa o della bandiera bianca devono rimanere neutrali; non possono quindi compiere azioni ostili e atti di violenza o portare armi o munizioni, poiché questo costituisce una violazione del codice di guerra.
È una violazione delle norme intraprendere altresì un'azione militare senza rispettare precise regole di distinzione, come indossare la propria uniforme o qualsiasi altro simbolo facilmente identificabile e portare armi bene in vista. È proibito vestire l'uniforme nemica e impersonare un soldato della parte avversa, con il fine di combattere e catturare ostaggi.

### Proporzionalità
Il principio di proporzionalità prevede che la violenza in una guerra sia proporzionale ai suoi obiettivi militari. Questo obiettivo preclude la politica della "terra bruciata" o la tattica della lotta senza quartiere. Il livello di vittoria militare deve essere proporzionale al livello di distruzione che ne segue. Ad esempio, se vi è un combattimento in una piazza di mercato con 400 civili, non si può considerare di far saltare in aria la piazza per raggiungere un obbiettivo. Ad ogni modo, se nell'area vi è un obbiettivo di alto valore militare nell'area con alcuni civili (una macchina o una casa privata) un attacco ed un danno collaterale possono essere considerati come giustificabili per il criterio di proporzionalità.
I belligeranti sono tenuti a verificare, prima di compiere un atto di ostilità militare, che questo sia dettato dalle necessità del conflitto armato, con ciò vietando atti o mezzi che producano sofferenze ritenute non necessarie rispetto al conseguimento di un obiettivo militare: si richiede cioè che venga usata soltanto la forza indispensabile ad ottenere un vantaggio militare in un conflitto, determinata in relazione alle circostanze del caso.

## Le vittime
Sono soggetti protetti le vittime di guerra, cioè tutte le persone che non hanno mai partecipato ai combattimenti o che hanno cessato di parteciparvi.
Dai titoli delle quattro Convenzioni di Ginevra è agevole risalire alle specifiche categorie, che sono:
- la popolazione civile;
- i feriti;
- i naufraghi;
- gli ammalati;
- i caduti;
- i prigionieri di guerra.

In seguito all'ampliamento del concetto di vittima dei conflitti armati la definizione è stata estesa, mediante specifiche Convenzioni internazionali, anche ad oggetti diversi dalle persone, e precisamente:
- ai beni culturali;
- all'ambiente.

### Principio di personalità
(Articolo 33 primo paragrafo della Quarta Convenzione di Ginevra)
La personalità del comportamento è un requisito necessario per indirizzare un atto punitivo con mezzi militari contro qualcuno nel corso di un conflitto armato.
La mens rea corrisponde alla nozione di colpevolezza, caratterizzata da un requisito soggettivo che si aggiunge al comportamento materiale integrando la responsabilità penale internazionale. Essa può avere anche carattere omissivo, come avviene, ad esempio, con "la violazione del dovere del superiore di reprimere o sottoporre ad autorità competente un crimine commesso da parte di un subordinato, ed alcune figure di reato comprese tra i crimini di guerra". Che i militari occupanti siano incentivati a commettere abusi - in violazione delle leggi di guerra che tutelano i civili - può essere dimostrato anche dalla mancata adozione «di alcuna misura evidente per garantire la responsabilità delle violazioni commesse dalle proprie forze di sicurezza».

## Violazioni e sanzioni
I soldati che violano determinate disposizioni del codice di guerra perdono ogni tutela e lo status di prigionieri di guerra, ma questo avviene solo davanti ad un "tribunale competente", secondo quanto sancisce l'art. 5 della Terza Convenzione di Ginevra. Da quel momento, pur essendo considerati colpevoli, "continuano ad essere trattati con umanità e, se citati in giudizio, godono i diritti garantiti da un processo equo e regolare", poiché vige ancora la tutela concessa dall'art. 5 della Quarta Convenzione di Ginevra.

Ad esempio, nel secondo conflitto mondiale, durante la battaglia delle Ardenne le SS tedesche indossarono le divise delle truppe americane allo scopo di cogliere di sorpresa e uccidere i soldati nemici sul loro fronte; per alcuni di loro l'esecuzione dopo la cattura, nonostante la resa, fu immediata.
La tutela legale di spie e terroristi in caso di conflitto è garantita soltanto se la potenza che li detiene è coinvolta in ostilità o in una guerra, fino al momento in cui viene appurato che si tratta di combattenti responsabili di crimini.

Per le loro azioni possono essere chiamati a giudizio, secondo le circostanze, davanti ad un tribunale civile o militare e, in pratica, sono stati sottoposti a tortura e/o condannati a morte, anche se le leggi di guerra non approvano e neppure condannano simili comportamenti, in quanto esulano dalla loro finalità. Le nazioni che hanno sottoscritto la Convenzione dell'ONU contro la Tortura del 10 dicembre 1984, si sono in ogni caso impegnate a non sottoporre mai alcun individuo a tortura.
Al termine di un conflitto, chiunque abbia infranto le leggi di guerra e abbia commesso efferati delitti può essere messo sotto accusa per crimini di guerra e processato.

## Guerre civili e Protocolli aggiuntivi del 1977
La Terza Convenzione di Ginevra riconosce a un soldato o ad un belligerante in un conflitto armato internazionale lo status di "combattente legittimo" e, di conseguenza quello di "prigioniero di guerra" in caso di cattura, nei seguenti casi:
(a) quando riceve ordini da una persona di grado superiore e responsabile dei suoi subalterni;
(b) quando porta un segno distintivo in modo da essere riconosciuto da lontano;
(c) quando porta armi ben visibili;
(d) quando svolge le operazioni in conformità con le leggi e gli usi di guerra. (Art. 4)
I combattenti legittimi hanno uno speciale "privilegio", in virtù del quale sono esclusi dall'obbligo di rispettare il codice civile del paese in cui sono in guerra. Questo implica che non debbano subire un processo, per esempio, per omicidio quando uccidono i soldati nemici. I prigionieri di guerra usufruiscono di questo privilegio se accusati di crimini dopo la cattura; secondo le leggi e le consuetudini di guerra possono essere imputati per crimini di guerra ma non per atti di violenza, come l'uccisione o la cattura di soldati o la distruzione di obiettivi militari.

### Conflitti interni
I Protocolli aggiuntivi alle Convenzioni di Ginevra - adottati a Ginevra l'8 giugno 1977 dalla conferenza per la riaffermazione e lo sviluppo del diritto internazionale umanitario applicabile nei conflitti armati e aperti alla firma a Berna il 12 dicembre 1977 - cercano, tra l'altro, di far riconoscere lo stato di combattente legittimo anche al partito insurrezionale di determinate guerre civili. 
Le modalità di questo riconoscimento sono duplici: nel caso del primo protocollo, viene operata un'equiparazione de iure. 
Infatti, l'art. 44 sancisce:
Allo scopo di salvaguardare l'incolumità della popolazione civile, i soldati in combattimento hanno l'obbligo di distinguersi tra i civili quando sono impegnati in un attacco o in un'operazione militare precedente ad un'incursione. Riconoscendo, comunque, che esistono situazioni nei conflitti armati dove, a causa della natura delle ostilità, può succedere che un soldato armato non riesca a farsi riconoscere, egli mantiene il suo stato di combattente purché, in questi casi, porti le armi ben in evidenza.
L'art. 44 quindi stabilisce:
Il presente articolo non ha lo scopo di modificare l'usanza degli Stati, generalmente riconosciuta, di far indossare l'uniforme ai soldati destinati ad un esercito regolare ed in divisa della nazione coinvolta in un conflitto.
Se l'attribuzione de jure ai predetti conflitti della natura di conflitti internazionali - quanto meno quando sono utilizzati mezzi violenti o terrorismo - è assai contestata in dottrina, è però il secondo protocollo addizionale alle convenzioni di Ginevra (relativo alla protezione delle vittime dei conflitti armati non internazionali) ad avere in prospettiva l'effetto più dirompente, pur senza abbandonare l'ordine concettuale per cui un soggetto non abilitato (e cioè un ente che non sia titolare di soggettività internazionale) "che abbia preteso di portare la guerra allo Stato (una guerra per definizione, asimmetrica) viene perseguito e punito".
Il II Protocollo, rispetto alle Convenzioni stipulate nel 1949 che obbligano i soldati ad indossare divise, attribuisce lo status di combattente legittimo anche a chi combatte una guerra civile senza un'uniforme, purché abbia le armi in evidenza durante le azioni militari; più in generale, accorda a tutti i combattenti dei conflitti non internazionali la protezione dell'articolo 3 comune delle citate Convenzioni di Ginevra del 1949.
Le disposizioni dei due Protocolli sono entrate in vigore - con efficacia pattizia vincolante - per gli oltre 160 Stati firmatari che li hanno anche ratificati, ma alcune delle nazioni che potrebbero venire coinvolte direttamente o indirettamente in un conflitto, soprattutto in una guerra civile, si sono rifiutati di ratificarli (tra questi, Stati Uniti d'America, Israele, India, Iran e Turchia). Ma anche quelli che li hanno ratificati hanno spesso apposto riserve o dichiarazioni unilaterali che pongono restrizioni all'accettazione totale (Australia, Cina, Francia, Germania, Repubblica Russa, Spagna e Regno Unito) o che mirano a contestare l’incorporazione in essa del diritto consuetudinario.

## Ricongiungimento ai familiari
Collegato al DIU è anche il lavoro di ricerca della Croce Rossa Internazionale per il ricongiungimento ai familiari dei dispersi per cause di guerra.